# 20.000 Days on Earth
20.000 Days on Earth (englisch für 20.000 Tage auf der Erde) ist ein britischer Dokumentarfilm aus dem Jahre 2014. Regie führten Iain Forsyth und Jane Pollard. Der Film wurde am 20. Januar 2014 auf dem Sundance Film Festival uraufgeführt, wo er zwei Awards gewann.
Der Film wurde außerdem im Februar 2014 auf den Internationalen Filmfestspielen Berlin, dem True/False Film Festival, und als Eröffnungsfilm auf dem Sydney Film Festival gezeigt.
Offizieller deutscher Kinostart war der 16. Oktober 2014.

## Handlung
20.000 Days on Earth zeigt einen fiktiven Tag im Leben des australischen Musikers und Autors Nick Cave. Während des angeblich 20.000. Tages in seinem Leben, ist Nick Cave bei den Studioaufnahmen zum aktuellen Album seiner Band Nick Cave and the Bad Seeds „Push the Sky Away“, in einer Sitzung mit dem britischen Psychoanalytiker Darian Leader, bei einem Mittagessen mit Bandkollege Warren Ellis und bei einem Besuch in den Nick Cave Archives zu sehen. Während der Autofahrten, die Nick Cave zu den verschiedenen Handlungsorten macht, trifft er auf Künstler wie Blixa Bargeld, Ray Winstone und Kylie Minogue, mit denen ihn eine gemeinsame Vergangenheit verbindet.

## Hintergrund
Der Film spielte in den Kinos weltweit rund 2 Millionen US-Dollar ein.

## Rezeption
Die englischsprachigen Kritiken zu 20.000 Days on Earth fielen überwiegend positiv aus. Rotten Tomatoes verzeichnet eine Durchschnittswertung von 95 Prozent, bei einer Gesamtzahl von 88 Kritiken. Rob Nelson nannte den Film in seiner Rezension für Variety „eine treffend intensive und innovative Studie des bahnbrechenden Rock-Poeten Nick Cave.“
Cory Everett schrieb für Indiewire der Film sei „inspirierend für alle, die an kreativen Prozessen interessiert oder auf der Suche nach ihrer Muse sind.“ Jon Dieringer vom Time Magazine lobte den Film als einen „gelungenen Balanceakt zwischen dem Banalen und dem Mysteriösen“.

## Auszeichnungen
- Sundance Film Festival Directing Award, Editing Award
- International Istanbul Film Festival FIPRESCI Prize
- Sydney Film Festival (Nominierung) Official Competition Award